# Georg Hermann von Schweinitz
Georg Hermann von Schweinitz und Crain (* 24. Februar 1602 in Crain, Herzogtum Liegnitz; † 30. April 1667 in Breslau, Fürstentum Breslau) war ein deutscher Militär.

## Biographie

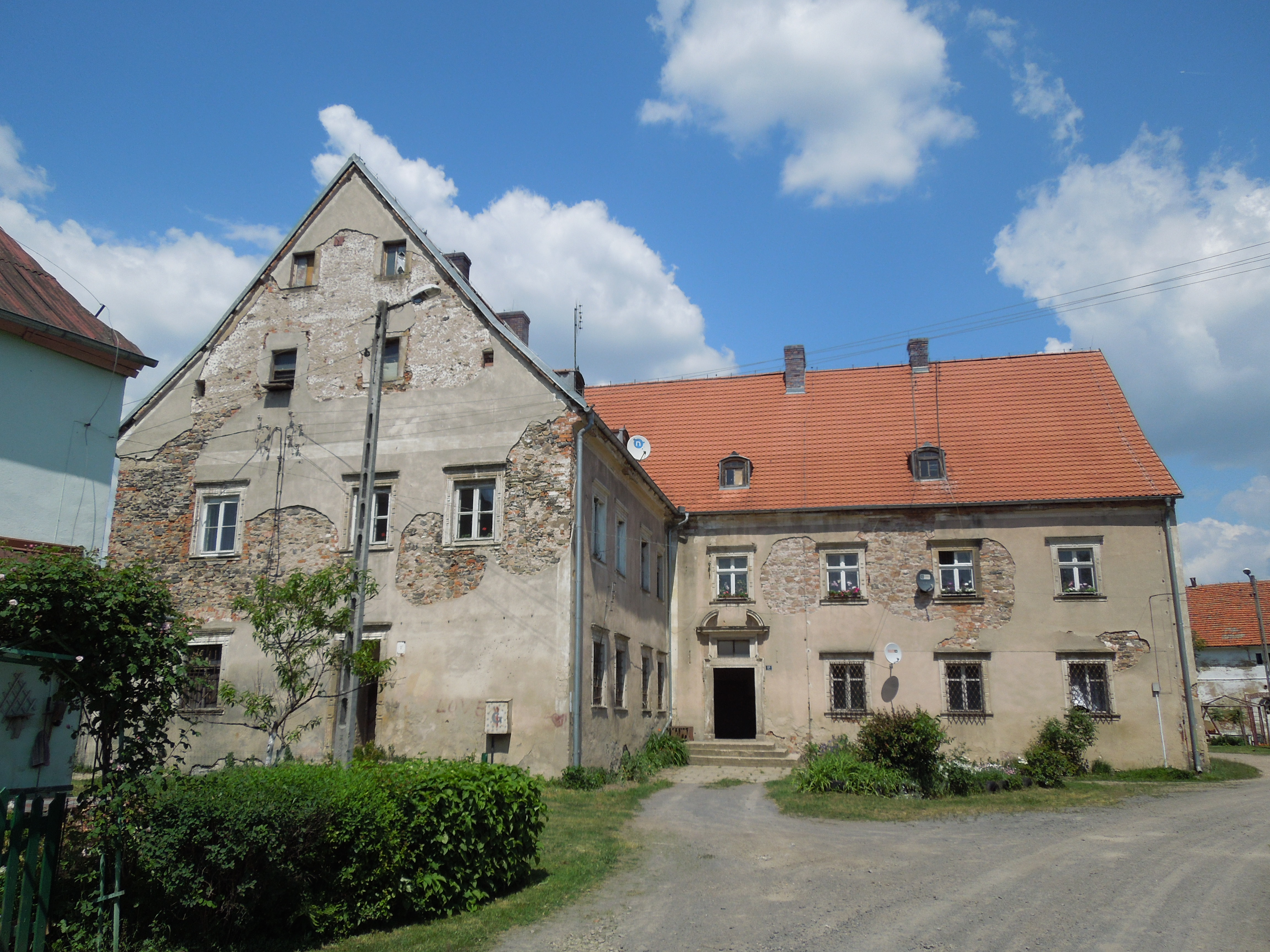
Das ehemalige Krayner Schloss der Grafen von Schweinitz, 2012

Er entstammte dem alten schlesischen Adelsgeschlecht von Schweinitz und wuchs auf dem väterlichen Schloss in Crain auf. Nach dem Besuch der Lateinschule zu Jauer unternahm Schweinitz seine Grand Tour durch West- und Südeuropa und begab sich dann in die Dienste des Herzogs von Liegnitz und Brieg.
Nach Ausbruch des Dreißigjährigen Krieges kämpfte Schweinitz zunächst auf Seiten der Protestanten gegen die Kaiserlichen und wurde 1623 von den Truppen des Generals Tilly gefangen genommen. Nachdem Schweinitz im Gefangenenaustausch seine Freiheit zurückerhalten hatte, heiratete er 1624 Elisabeth von Schliebitz. 1634 trat er wieder ins Heer ein. 1638 erfolgte seine Beförderung zum Obrist-Wachtmeister. In der Zweiten Schlacht bei Breitenfeld diente Schweinitz im kursächsisch-kaiserlichen Heer unter Ottavio Piccolomini als Kommandeur einer Fußknechtseinheit.
Kurz darauf erhielt er durch den Kurfürsten Johann Georg I. seine Ernennung zum Stadtkommandanten von Freiberg/Sa., um die Stadt gegen die schwedischen Truppen zu verteidigen. Während der Belagerung der Stadt durch 6000 Mann unter Lennart Torstensson koordinierte Schweinitz in Zusammenarbeit mit Bürgermeister Jonas Schönlebe während des Winters 1642/43 die Verteidigung mit einer Truppenstärke von 290 Mann. Nachdem die Schweden 1643 wieder abgezogen waren, ohne die Stadt eingenommen zu haben, verlieh ihm Ferdinand III. die Goldene Kette. 1644 verstarb seine Frau, und Schweinitz schloss im Jahre darauf seine zweite Ehe mit Anna Katharina von Ende.
Bis 1648 kämpfte Schweinitz als Regimentskommandeur bei der Wiedereinnahme von Meißen, Chemnitz, Zwickau, Rochlitz und Leipzig aus der Hand der Schweden und erhielt seine Ernennung zum Kammerherrn.
Nach Kriegsende wirkte Schweinitz als Amtshauptmann auf Stolpen, Klippenstein und Hohnstein. Anschließend ging er in böhmische Dienste und leitete 1663 den Ausbau der Stadtbefestigung von Breslau zum Schutz der Stadt vor einem Angriff der Türken.
Schweinitz war Mitglied der Fruchtbringenden Gesellschaft und trug den Beinamen „der Bringende“.